# ペクソルギ
ペㇰソㇽギ (朝鮮語: 백설기) は、米粉の生地から作られるトㇰ（朝鮮料理の餅）のひとつである。朝鮮発祥で、朝鮮文化で重要な役割を占める。米粉と砂糖、塩を材料とする。朝鮮民族の中では、乳児の産後100日目などの特別な機会に食べられることが多い。ペㇰソㇽギは白色の外観を呈しており、純粋さと神聖さを象徴する。ペㇰソㇽギは、100日目（ペギル）には近隣住民や友人と分け合うが、21日目（サムチリル）には分け合わない。